# Gornji Miklouš
Gornji Miklouš is een plaats in de gemeente Čazma in de Kroatische provincie Bjelovar-Bilogora. De plaats telt 114 inwoners (2001).